# Ahou Daryaei
Ahou Daryaei (Irão) é uma estudante iraniana que se tornou numa das caras do movimento Mulher, Vida, Liberdade (Femme, Vie, Liberté), ao tirar a roupa como forma de protesto, na Universidade Azad.

## Biografia
Ahou Daryaei é uma estudante da Faculdade de Ciência e Investigação da Universidade Azad, em Teerão, onde estuda literatura francesa. 
No dia 2 de Novembro de 2024, enquanto frequentava a universidade foi interpelada pela polícia da universidade, por não estar a usar o hijab da forma correcta, uma vez que não estava a usar o maghnaeh, um pano preto usado pelas mulheres para tapar a cabeça, a testa, o queixo e o peito, e que é obrigatório usar nas universidades.  Como forma de protesto, Ahou despiu-se, ficando apenas em roupa interior no meio dos estudantes. 
Algum tempo depois deslocou-se a pé para o parque de estacionamento onde foi por detida por agentes das forças de segurança iranianas,espancada e levada para um hospital psiquiátrico. 
Com isto Ahou tornou-se numa das caras do movimento de desobediência civil, Mulher, Vida, Liberdade (Femme, Vie, Liberté) que luta contra a obrigatoriedade de usar o hijab no Irão. Este ganhou força após a morte de Mahsa Amini, em 2022, que levou as mulheres a falar publicamente contra as restrições de são alvo, a cortarem o cabelo e a queimarem os hijabs. 
Após ter sido presa,Ahou Daryaei, tornou-se na fonte de inspiração de numerosos artistas que resolveram prestar-lhe homenagem. 
A activista Narges Mohammadi, Prémio Nobel da Paz, que se encontra presa, emitiu um comunicado onde expressou a sua preocupação com o caso, e a Amnistia Internacional exigiu a libertação de  Ahou. 

## Ligações Externas
- Le Monde | Iran: une étudiante qui proteste en sous-vêtements arrêtée (2024)